# Lila Thomàs Andreu
Lila Thomàs Andreu (Palma, 20 de febrero de 1951) es una profesora y política española, reconocida por su activismo feminista y antifranquista.

## Biografía
Nació en el seno de una familia numerosa, de derechas. Su padre era magistrado. En casa eran siete hermanas y cuatro hermanos y la familia decidió que sólo podían estudiar los hijos varones, mientras que las mujeres tenían que trabajar. En un ambiente muy cerrado políticamente y muy religioso, Thomàs acabó decidiendo que seguiría estudiando por las noches y que se afiliaría al Partido Comunista.
Fue Secretaria General de la Federación de Enseñanza de Comisiones Obreras de las Islas Baleares de 1992 a 1995 y diputada de Izquierda Unida en el Parlamento de las Islas Baleares, de 1995 a 1999. A partir de 1999 pasó al Ayuntamiento de Palma, como representante de Izquierda Unida-Els Verds, hasta 2003. Después de este período volvió a su trabajo de profesora en la enseñanza pública. Además, ocupó el cargo de Directora del Instituto Balear de la Mujer desde 2007, hasta terminar la legislatura, en 2011, justo en el momento de jubilarse como profesora, a los 60 años.